# Grandizo Munis

Manuel Fernández y Grandizo, noto semplicemente come Grandizo Munis (Torreón, 18 aprile 1912 – Parigi, 4 febbraio 1989), è stato un politico e scrittore spagnolo, comunista rivoluzionario e internazionalista.

## Biografia
Nato a Torreón in Messico nel 1912, si trasferì da bambino in Spagna, più precisamente nell'Estremadura.
Alla fine degli anni venti, aderì alla Sinistra Comunista di Spagna e durante la guerra civile sostenne fermamente le posizioni di Lev Trotsky in contrasto con il Partido Obrero de Unificación Marxista (POUM). Arrestato nel 1938, fu accusato dell'omicidio di una spia infiltratasi fra i rivoluzionari e venne torturato, per poi essere mandato a processo nel 1939. Tre giorni prima del processo però, approfittando del caos conseguente all'entrata a Barcellona delle truppe franchiste, Munis riuscì a fuggire ed emigrò in Messico.
Qui sviluppò una divergenza con il movimento trotskista che, nel 1958, lo portò a fondare il gruppo Fomento Obrero Revolucionario (FOR), nel quale militò fino alla morte, avvenuta a Parigi il 4 febbraio 1989.
Parallelamente all'attività politica, Grandizo Munis operò come giornalista e scrittore, pubblicando i periodici La Voz Leninista e Alarma. Scrisse alcuni testi di carattere teorico, tra cui Partido-Estado, Estalinismo, Revolución e Per un secondo Manifesto Comunista.

## Opere
- Jalones de derrota, promesa de victoria, 1948.
- Los revolucionarios ante Rusia y el stalinismo mundial, Editorial Revolucion, 1946.
- Fomento Obrero Revolucionario. Per un secondo manifesto comunista (scritto con Benjamin Péret), Edizioni Sampietro, 1967 (ISBN 9788480100717).
- I sindacati contro la rivoluzione (scritto con Benjamin Péret), 1968.
- Partido-Estado, Estalinismo, Revolución.
- Lezioni di una sconfitta. Promessa di una vittoria. Critica e teoria della rivoluzione spagnola 1930-1939, Edizioni Lotta Comunista, Milano, 2007 (ISBN 9788886176637).
- AA. VV., Bagliori nella notte. La Seconda guerra mondiale e gli internazionalisti del «Terzo Fronte», Movimento Reale, Roma, 2023 (ISBN 979-12-210-3756-2).